# Врачанско поле
Врачанското поле се намира в Северозападна България, Западния Предбалкан, Враца.
Простира се на североизток от Врачанска планина, западно от рида Веслец и южно от ниския рид Милин камък. На югоизток чрез нисък праг се свързва с Мездренската хълмиста област, а на запад е широко отворено към долината на река Ботуня (десен приток на Огоста). Надморската му височина е от 250 м на северозапад до 400 м на югоизток. Дължината му от северозапад на югоизток е около 12 – 15 км, а ширината му – 5 – 7 км.
Запълнено е с алувиално-пролувиални наноси. Отводнява се от река Въртешница (Лява) и нейните десни притоци. В по-голямата си част е заето от обработваеми земи.
В югоизточната най-висока част на полето е разположен град Враца, а на северозапад са селата Нефела, Бели извор, Власатица и Лиляче.
През Врачанското поле преминават 3 пътя от Държавната пътна мрежа:
- От северозапад на югоизток, на протежение от 17,8 км – участък от първокласен път № 1 Видин – София – ГКПП „Кулата;
- От югозапад на североизток, на протежение от 8,6 км – участък от второкласен път № 15 Враца – Борован – Оряхово;
- От юг на север, на протежение от 13,1 км – участък от третокласен път № 101 Враца – Бойчиновци – Гложене.[1]

По югозападната и западната част на полето преминава и участък от трасето на жп линията Мездра – Враца – Видин.

## Топографска карта
- Лист от карта K-34-35. Мащаб: 1 : 100 000.
- Лист от карта K-34-36. Мащаб: 1 : 100 000.